# James Loy

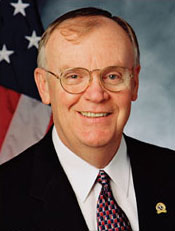
James Loy

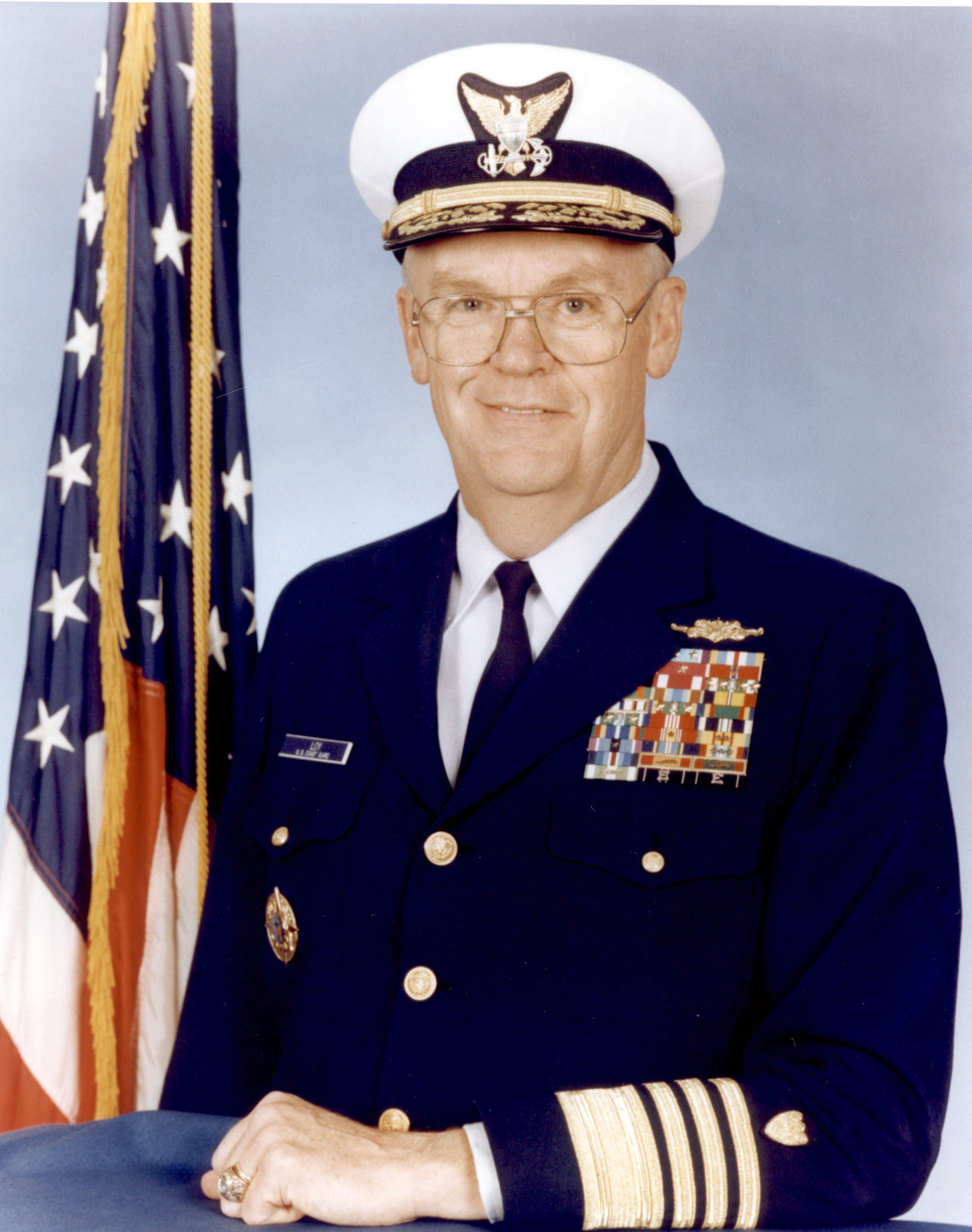
Admiral James Loy (1998)

James Milton Loy (* 10. August 1942 in Altoona, Pennsylvania) ist ein ehemaliger US-amerikanischer Admiral und Commandant of the Coast Guard, ehemaliger kommissarischer Minister für Innere Sicherheit und Wirtschaftsmanager.

## Biografie
Nach dem Schulbesuch trat er 1960 in die US Coast Guard ein. Danach studierte er Ingenieurwissenschaften an der US Coast Guard Academy und erwarb dort 1964 einen Bachelor of Science (B.S. General Engineering). Ein späteres Postgraduiertenstudium der Geschichte und Verwaltungslehre an der Wesleyan University beendete er mit einem Master of Arts (M.A. History and Government). Ein weiteres Postgraduiertenstudium im Fach Öffentliche Verwaltung an der University of Rhode Island schloss er mit einem Master of Public Administration (MPA).
Während seiner Dienstzeit bei der Küstenwache wurde er 1994 als Vizeadmiral Kommandeur der Atlantikregion (Coast Guard Atlantic Area) und danach von 1996 bis 1998 Chef des Stabes der US Coast Guard. Danach war schließlich von 1998 bis 2002 als Admiral Kommandeur der Küstenwache (Commandant of the Coast Guard). Für seine militärischen Verdienste wurde er zwei Mal mit dem Legion of Merit ausgezeichnet.
Nach seiner Verabschiedung aus dem aktiven Dienst bei der Küstenwache wurde er 2002 zunächst als Administrator Leiter der Transportation Security Administration (TSA), einer Bundesbehörde im Geschäftsbereich des Ministeriums für Innere Sicherheit mit Sitz in Washington, D.C., die für die Öffentliche Sicherheit im Verkehr zuständig ist. Bereits im folgenden Jahr wurde er Stellvertretender Minister für Innere Sicherheit (Deputy Secretary of Homeland Security) und bekleidete dieses Amt bis 2005. Als solcher war er vom 1. Februar bis zum 15. Februar 2005 auch kommissarischer Minister (Acting Secretary of Homeland Security).
Nach seinem Ausscheiden aus dem Regierungsdienst wechselte er in die Privatwirtschaft und ist seit 2005 sowohl Vorstandsmitglied des Rüstungs- und Technologieunternehmens Lockheed Martin als auch Leitender Berater von The Cohen Group, die sich mit Beratungs- und Lobbyarbeit beschäftigt.